# Zlatý míč 2009
Zlatý míč, cenu pro nejlepšího fotbalistu světa dle mezinárodního panelu sportovních novinářů, získal za rok 2009 argentinský fotbalista ve službách FC Barcelona Lionel Messi. Zvítězil s rekordním náskokem 240 bodů před vítězem z roku 2008, kterým byl Cristiano Ronaldo.
Stal se tak prvním hráčem z Argentiny, kterému se podařilo vyhrát tuto trofej. Předtím se to sice už podařilo di Stéfanovi a Omaru Sivorimu, ale ti měli v době svého vítězství španělské respektive italské občanství.

## Pořadí
| Pořadí | Hráč               | Národnost           | Klub                            | Body |
| ------ | ------------------ | ------------------- | ------------------------------- | ---- |
| 1      | Lionel Messi       | Argentina           | Barcelona                       | 473  |
| 2      | Cristiano Ronaldo  | Portugalsko         | Manchester United / Real Madrid | 233  |
| 3      | Xavi               | Španělsko           | Barcelona                       | 170  |
| 4      | Andrés Iniesta     | Španělsko           | Barcelona                       | 149  |
| 5      | Samuel Eto'o       | Kamerun             | Barcelona / Internazionale      | 75   |
| 6      | Kaká               | Brazílie            | AC Milan / Real Madrid          | 58   |
| 7      | Zlatan Ibrahimović | Švédsko             | Inter / FC Barcelona            | 50   |
| 8      | Wayne Rooney       | Anglie              | Manchester United               | 35   |
| 9      | Steven Gerrard     | Anglie              | Liverpool FC                    | 33   |
| 10     | Didier Drogba      | Pobřeží slonoviny   | Chelsea FC                      | 32   |
| 11     | Fernando Torres    | Španělsko           | Liverpool FC                    | 22   |
| 12     | Cesc Fàbregas      | Španělsko           | Arsenal FC                      | 13   |
| 13     | Edin Džeko         | Bosna a Hercegovina | VfL Wolfsburg                   | 12   |
| 14     | Ryan Giggs         | Wales               | Manchester United               | 11   |
| 15     | Thierry Henry      | Francie             | FC Barcelona                    | 9    |
| 16     | Luís Fabiano       | Brazílie            | Sevilla FC                      | 8    |
| 16     | Nemanja Vidić      | Srbsko              | Manchester United               | 8    |
| 16     | Iker Casillas      | Španělsko           | Real Madrid                     | 8    |
| 19     | Diego Forlán       | Uruguay             | Atlético Madrid                 | 7    |
| 20     | Yoann Gourcuff     | Francie             | Girondins Bordeaux              | 6    |
| 21     | Andrej Aršavin     | Rusko               | Arsenal FC                      | 5    |
| 21     | Júlio César        | Brazílie            | Inter                           | 5    |
| 21     | Frank Lampard      | Anglie              | Chelsea FC                      | 5    |
| 24     | Maicon             | Brazílie            | Inter                           | 4    |
| 25     | Diego              | Brazílie            | Werder Bremen / Juventus        | 3    |
| 26     | David Villa        | Španělsko           | Valencia CF                     | 2    |
| 26     | John Terry         | Anglie              | Chelsea FC                      | 2    |
| 28     | Franck Ribéry      | Francie             | Bayern Mnichov                  | 1    |
| 28     | Yaya Touré         | Pobřeží slonoviny   | Barcelona                       | 1    |

- Francouz Karim Benzema (Lyon / Real Madrid) byl nominován, ale neobdržel žádný hlas.